# Persone di cognome Matthews
| Questa pagina contiene informazioni ricavate automaticamente dalle voci biografiche con l'ausilio del template Bio e di un bot. L'aggiornamento è periodico e automatico e ricostruisce completamente la pagina. Se manca una persona in questa lista, sei pregato di non aggiungerla, ma accertati piuttosto che la sua voce biografica contenga il template Bio e che i dati anagrafici siano correttamente compilati. Se il template Bio manca, inseriscilo tu stesso o, in alternativa, metti l'avviso {{tmp\|Bio}} che ne segnala la mancanza. Se i dati riportati sono sbagliati, correggi direttamente la voce biografica; le modifiche saranno visibili in questa lista entro pochi giorni. Per chiarimenti vedi il progetto antroponimi. La lista contiene solo le 61 persone che sono citate nell'enciclopedia e per le quali è stato implementato correttamente il template Bio. Pagina aggiornata al 7 giu 2025. |

Questa è una lista di persone presenti nell'enciclopedia che hanno il cognome Matthews, suddivise per attività principale.

## Allenatori di football americano(1)
- Bruce Matthews, allenatore di football americano e ex giocatore di football americano statunitense (Raleigh, n. 1961)

## Allenatori di pallacanestro(2)
- Caddo Matthews, allenatore di pallacanestro statunitense (Alba, n. 1925 - Mitchell, † 1979)
- Wes Matthews, allenatore di pallacanestro e ex cestista statunitense (Sarasota, n. 1959)

## Artisti marziali misti(1)
- Jake Matthews, artista marziale misto australiano (Melbourne, n. 1994)

## Atleti paralimpici(2)
- Robert Matthews, atleta paralimpico britannico (Strood, n. 1961 - Auckland, † 2018)
- Tim Matthews, atleta paralimpico australiano (Orbost, n. 1974)

## Attori(5)
- Al Matthews, attore e cantante statunitense (New York, n. 1942 - Orihuela, † 2018)
- Dakin Matthews, attore statunitense (Oakland, n. 1940)
- Francis Matthews, attore britannico (York, n. 1927 - Londra, † 2014)
- Junius Matthews, attore e doppiatore statunitense (Chicago, n. 1890 - Los Angeles, † 1978)
- Trevor Matthews, attore canadese (Ottawa, n. 1982)

## Attrici(3)
- Leslie Landon, attrice e psicologa statunitense (Los Angeles, n. 1962)
- Dorcas Matthews, attrice statunitense (n. 1890 - Berkeley, † 1969)
- Jessie Matthews, attrice, ballerina e cantante inglese (Londra, n. 1907 - Eastcote, † 1981)

## Calciatori(7)
- Adam Matthews, calciatore gallese (Swansea, n. 1992)
- Hayden Matthews, calciatore australiano (Sydney, n. 2004)
- Reg Matthews, calciatore inglese (Coventry, n. 1933 - † 2001)
- Remi Matthews, calciatore inglese (Gorleston-on-Sea, n. 1994)
- Stanley Matthews, calciatore e allenatore di calcio britannico (Hanley, n. 1915 - Stoke-on-Trent, † 2000)
- Tashreeq Matthews, calciatore sudafricano (Città del Capo, n. 2000)
- Vincent Matthews, calciatore inglese (Oxford, n. 1886 - † 1950)

## Cantanti(5)
- Linda Hopkins, cantante e attrice statunitense (New Orleans, n. 1924 - Milwaukee, † 2017)
- Iain Matthews, cantante e chitarrista britannico (Scunthorpe, n. 1946)
- Kiki Dee, cantante britannica (Bradford, n. 1947)
- Wendy Matthews, cantante canadese (Montréal, n. 1960)
- Vanity, cantante, attrice e modella canadese (Niagara Falls, n. 1959 - Fremont, † 2016)

## Cantautori(2)
- Dave Matthews, cantautore, chitarrista e attore sudafricano (Johannesburg, n. 1967)
- Scott Matthews, cantautore britannico (Wolverhampton, n. 1976)

## Cantautrici(1)
- Cerys Matthews, cantautrice gallese (Cardiff, n. 1969)

## Cestisti(4)
- E.C. Matthews, cestista statunitense (Detroit, n. 1995)
- Bryant Matthews, ex cestista statunitense (Columbia, n. 1982)
- Jason Matthews, ex cestista statunitense (Los Angeles, n. 1969)
- Lee Matthews, ex cestista statunitense (Atlanta, n. 1970)

## Chitarristi(1)
- Ben Matthews, chitarrista, tastierista e produttore discografico britannico (Hartlepool, n. 1963)

## Compositori(2)
- David Matthews, compositore britannico (Londra, n. 1943)
- Michael Matthews, compositore e docente canadese (Gander, n. 1950)

## Economisti(1)
- Robin C. Matthews, economista e compositore di scacchi britannico (Edimburgo, n. 1927 - Cambridge, † 2010)

## Giocatori di football americano(8)
- Al Matthews, giocatore di football americano statunitense (Austin, n. 1947 - Austin, † 2025)
- Casey Matthews, giocatore di football americano statunitense (Northridge, n. 1989)
- Chris Matthews, giocatore di football americano statunitense (Long Beach, n. 1989)
- Cliff Matthews, giocatore di football americano statunitense (Cheraw, n. 1989)
- Jake Matthews, giocatore di football americano statunitense (Missouri City, n. 1992)
- Shane Matthews, ex giocatore di football americano statunitense (Pascagoula, n. 1970)
- Rishard Matthews, ex giocatore di football americano statunitense (Santa Ana, n. 1989)
- Bo Matthews, ex giocatore di football americano statunitense (Huntsville, n. 1951)

## Hockeisti su ghiaccio(1)
- Auston Matthews, hockeista su ghiaccio statunitense (Scottsdale, n. 1997)

## Lunghiste(1)
- Margaret Matthews, ex lunghista e velocista statunitense (Griffin, n. 1935)

## Marciatori(1)
- Ken Matthews, marciatore britannico (Birmingham, n. 1934 - † 2019)

## Medici(1)
- Caroline Matthews, medico britannica (Liverpool, n. 1877 - Londra, † 1927)

## Politici(1)
- Francis P. Matthews, politico statunitense (Albion, n. 1887 - Omaha, † 1952)

## Rugbiste a 15(1)
- Alex Matthews, rugbista a 15 britannica (Camberley, n. 1993)

## Sciatrici freestyle(1)
- Mikaela Matthews, sciatrice freestyle statunitense (Apple Valley, n. 1991)

## Scrittori(1)
- Jason Matthews, scrittore statunitense (Hartford, n. 1951 - Rancho Mirage, † 2021)

## Scrittrici(1)
- Victoria Earle Matthews, scrittrice, attivista e giornalista statunitense (Fort Valley, n. 1861 - New York, † 1907)

## Tennisti(1)
- Stanley Matthews, ex tennista britannico (Stoke-upon-Trent, n. 1945)

## Velocisti(2)
- Peter Matthews, velocista giamaicano (n. 1989)
- Vincent Matthews, ex velocista statunitense (New York, n. 1947)

## Wrestler(3)
- Charlie Dempsey, wrestler britannico (Blackpool, n. 1996)
- Nicole Matthews, wrestler canadese (Coquitlam, n. 1987)
- William Regal, ex wrestler britannico (Codsall, n. 1968)

## Zoologi(1)
- Leonard Harrison Matthews, zoologo britannico (Bristol, n. 1901 - † 1986)